# Seznam italijanskih nogometašev
Seznam italijanskih nogometašev.

## A
- Ignazio Abate
- Demetrio Albertini
- José Altafini
- Massimo Ambrosini
- Marco Amelia
- Alberto Aquilani

## B
- Dino Baggio
- Roberto Baggio
- Marco Ballotta
- Mario Balotelli
- Federico Balzaretti
- Mattia Bani
- Franco Baresi
- Andrea Barzagli
- Eder Baù
- Enzo Bearzot
- Manuel Belleri
- Tebaldo Bigliardi
- Alessandro Birindelli
- Massimo Bonanni
- Ivano Bordon
- Marco Borriello
- Cesare Bovo
- Cristian Bucchi
- Gianluigi Buffon
- Tarcisio Burgnich (1939-2021)

## C
- Fabrizio Cacciatore
- Riccardo Calafiori
- Mauro Camoranesi
- Fabio Cannavaro
- Giorgio Chiellini
- Antonio Conte
- Eugenio Corini
- Domenico Criscito

## D
- Dario Dainelli
- Marco Delle Monache
- Daniele De Rossi
- Mattia De Sciglio
- Roberto De Zerbi
- Alessandro Del Piero
- Aimo Diana
- Luigi Di Biagio
- Paolo Di Canio
- Antonio Di Natale
- Eusebio Di Francesco
- Marco Di Vaio
- Marco Donadel
- Massimo Donati
- Gianluigi Donnarumma

## E
- Stefanio Eranio
- Alberico Evani

## F
- Giacinto Facchetti
- Ciro Ferrara
- Stefano Fiore
- Fabio Firmani
- Diego Fuser

## G
- Angiolino Gasparini
- Gennaro Gattuso
- Emanuele Giaccherini
- Andrea Giallombardo
- Giuliano Giannichedda
- Alberto Gilardino
- Fabio Grosso

## I
- Vincenzo Iaquinta
- Roberto Inglese
- Simone Inzaghi
- Mark Iuliano

## K
- Amedeo Kleva (1923–1996) (bolgarsko-italijanski)

## L
- Nicola Legrottaglie
- Gianluigi Lentini
- Manuel Locatelli

## M
- Federico Macheda
- Cesare Maldini
- Paolo Maldini
- Roberto Mancini
- Christian Manfredini
- Rolando Maran
- Claudio Marchisio
- Marco Materazzi
- Stefano Mauri
- Sandro Mazzola
- Vincenzo Montella
- Emiliano Moretti
- Thiago Motta

## N
- Paolo Negro
- Alessandro Nesta

## O
- Massimo Oddo
- Gabriele Oriali

## P
- Gianluca Pagliuca
- Angelo Palombo
- Alberto Paloschi
- Christian Panucci
- Sergio Pellissier
- Simone Perrotta
- Angelo Peruzzi
- Gianluca Pessotto
- Alberto Picco di Ulrico
- Felice Piccolo
- Andrea Pirlo
- Andrea Pisani
- Pierino Prati
- Manuel Pucciarelli

## Q
- Fabio Quagliarella

## R
- Claudio Ranieri
- Andrea Ranocchia
- Giacomo Raspadori
- Fabrizio Ravanelli
- Edoardo Reja
- Mateo Retegui
- Francesco Rier
- Gigi (Luigi) Riva
- Gianni Rivera
- Tommaso Rocchi
- Luca Rossettini
- Paolo Rossi

## S
- Salvatore Schillaci
- Gaetano Scirea
- Ferdinando Sforzini
- Stephan El Shaarawy
- Salvatore Sirigu
- Sebastiano Siviglia
- Omar Sívori
- Stefano Sorrentino
- Guglielmo Stendardo

## T
- Alessio Tacchinardi
- Attilio Tesser
- Francesco Toldo
- Luca Toni
- Francesco Totti

## V
- Gianluca Vialli
- Christian Vieri

## Z
- Mattia Zaccagni
- Gianluca Zambrotta
- Luciano Zauri
- Simone Zaza
- Walter Zenga
- Dino Zoff